# 天士力
天士力控股集团（英語：Tasly Holding Group，上交所：600535）是一家中国制药公司，总裁是闫希军。

## 历史
1994年5月创建于天津中国人民解放军第二五四医院，主要生产中药。1999年在茅台镇收购一家老牌酿酒厂，开始涉足酿酒业，出产酱香型白酒国台酒迄今。2002年8月23日在上海证券交易所挂牌上市。2017年2月和美国跨国直销公司康宝莱建立合资公司。2018年11月30日入选新华社民族品牌工程。